# Talsperre Torrão
Die Talsperre Torrão (portugiesisch Barragem de Torrão) liegt in der Region Nord Portugals im Distrikt Porto. Sie staut den Tâmega, einen rechten bzw. nördlichen Nebenfluss des Douro. Etwas flussabwärts der Talsperre mündet der Fluss Tâmega in den Douro. Über die Staumauer führt die Nationalstraße (portugiesisch Estrada Nacional) 312. Die Gemeinde Várzea do Douro liegt ungefähr zwei Kilometer südwestlich der Talsperre.
Mit dem Projekt zur Errichtung der Talsperre wurde im Jahre 1979 begonnen. Der Bau wurde 1988 fertiggestellt. Die Talsperre dient der Stromerzeugung. Sie ist im Besitz der Companhia Portuguesa de Produção de Electricidade (CPPE).

## Absperrbauwerk
Das Absperrbauwerk ist eine Gewichtsstaumauer aus Beton mit einer Höhe von 69 (bzw. 70) m über der Gründungssohle. Die Dammkrone liegt auf einer Höhe von 69 m über dem Meeresspiegel. Die Länge der Mauerkrone beträgt 218 m und ihre Breite 8,35 m. Das Volumen des Bauwerks beträgt 224.415 (bzw. 242.000) m³.
Die Staumauer verfügt sowohl über einen Grundablass als auch über eine Hochwasserentlastung. Über den Grundablass können maximal 250 m³/s abgeleitet werden, über die Hochwasserentlastung maximal 4.500 m³/s. Das Bemessungshochwasser liegt bei 4.150 m³/s; die Wahrscheinlichkeit für das Auftreten dieses Ereignisses wurde mit einmal in 500 Jahren bestimmt.

## Stausee
Beim normalen Stauziel von 65 m (maximal 65 m bei Hochwasser) erstreckt sich der Stausee über eine Fläche von rund 6,5 km² und fasst 124 Mio. m³ Wasser – davon können 77 (bzw. 22) Mio. m³ zur Stromerzeugung genutzt werden. Das minimale Stauziel, bei dem die Maschinen noch betrieben werden können, liegt bei 49 m. Mit den nutzbaren 22 Mio. m³ Wasser können 10 Mio. kWh erzeugt werden. Der Stausee erstreckt sich über eine Länge von 31 km.

## Kraftwerk
Das Pumpspeicherkraftwerk Torrão ist mit einer installierten Leistung von 146 (bzw. 140 oder 144) MW eines der größten Wasserkraftwerke Portugals. Die durchschnittliche Jahreserzeugung liegt bei 228 (bzw. 221, 222,3 oder 254) Mio. kWh.
Das Maschinenhaus befindet sich in einer Kaverne. Die zwei Francis-Turbinen des Kraftwerks leisten jede maximal 73 (bzw. 73,150) MW und die zugehörigen Generatoren 80 MVA. Die Nenndrehzahl der Turbinen liegt bei 125/min. Die Pumpen haben jede eine maximale Leistung von 73,3 MW; eine Pumpe kann maximal 163 m³/s transportieren. Die Generatoren haben eine Nennspannung von 10 kV. In der Schaltanlage wird die Generatorspannung von 10 kV mittels zweier dreiphasiger Leistungstransformatoren auf 230 kV hochgespannt.
Die minimale Fallhöhe beträgt 35,5 m, die maximale 53 m. Der maximale Durchfluss liegt bei 161 m³/s.
Das Kraftwerk ist im Besitz der CPPE, wird aber von EDP betrieben.